# Puccinia chathamica
Puccinia chathamica är en svampart som beskrevs av McKenzie 2008. Puccinia chathamica ingår i släktet Puccinia och familjen Pucciniaceae.   Inga underarter finns listade i Catalogue of Life.